# Sprengbombe Dickwandig 2 kg (SD-2)
Sprengbombe Dickwandig 2 kg (SD-2) (dosł. bomba burząca grubościenna 2 kg) – niemiecka bomba odłamkowa z okresu II wojny światowej opracowana na potrzeby Luftwaffe. Z uwagi na sposób zrzutu uważana jest za pierwowzór bomb kasetowych. Specyficzna konstrukcja sprawiła, że nazywano ją również bombą motylkową.

## Historia
Rozwój konstrukcji rozpoczął się pod koniec lat 30. XX wieku w zakładach Rheinmetall-Borsig AG w ramach realizacji zapotrzebowania Luftwaffe na stworzenie lekkiego ładunku przeciwpiechotnego dostosowanego do zrzutu z zasobnika zbiorczego. SD-2 zaprojektowano jako broń służącą do rażenia odłamkami siły żywej i celów nieopancerzonych na otwartym terenie. Uznaje się, że pierwszy atak z wykorzystaniem bomb SD-2 samoloty Luftwaffe przeprowadziły 29 października 1940 r. na brytyjską bazę lotniczą RAF Wattisham. Kolejne użycie tej bomby Brytyjczycy wykryli w 1943 r., kiedy to zostały zrzucone w ataku na miasta Grimsby i Cleethorpes. Podczas tych ataków bomba SD-2 poskutkowała wieloma niewybuchami spowodowanymi zawiśnięciem subamunicji na żywopłotach lub konarach drzew. Tego typu niewybuchy były odpowiedzialne za 31 ofiar śmiertelnych, przy 14 osobach, które zginęły bezpośrednio w wyniku nalotu.
Bomby SD-2 wykorzystano już od pierwszych dni ataku na ZSRR. Użyto ich do niszczenia radzieckich lotnisk oraz stacjonujących tam samolotów. Z ich wykorzystaniem atakowano piechotę, stanowiska artylerii oraz kolumny transportowe. Wyjątkowa czułość zapalników typu 70 doprowadziła w kilku przypadkach do zdetonowania bomb znajdujących się w zasobnikach i zniszczenia samolotów-nosicieli. Spowodowało to rezygnację z montowania zasobników z bombami w komorach bombowych i przenoszenie ich jedynie pod kadłubami samolotów.
W czasie kampanii afrykańskiej Luftwaffe wykorzystywała SD-2 do tworzenia improwizowanych pól minowych na przewidywanych kierunkach operowania wojsk alianckich. Podczas lądowania w rejonie Anzio na wojska alianckie dokonywano ataków z użyciem SD-2 nocą. Charakterystyczny odgłos wydawany podczas opadania przyniósł bombom przydomek Popcorn Pete.
Konstrukcja bomby stała się inspiracją dla Amerykanów, którzy na jej podstawie opracowali własną konstrukcję oznaczoną M83 Butterfly Bomb. Została wykorzystana podczas walk w Korei oraz Wietnamie.

## Charakterystyka techniczna
Żeliwny korpus bomby o długości 76 mm miał kształt cylindra, był wypełniony 225 g amatolu. Na boku znajdował się zapalnik połączony stalową linką o długości 121 mm z metalową, czteroelementową, rozkładaną obudową wykonaną z tłoczonej blachy. Po zrzucie następowało, za pomocą wbudowanych sprężyn, otwarcie obudowy, która spowalniała upadek bomby. Dodatkowo obudowa wprawiała korpus bomby w ruch obrotowy i po ok. dziesięciu obrotach następowało uzbrojenie zapalnika. Dodatkowo wyhamowanie lotu sprawiało, że zrzucone bomby pokrywały większy obszar oraz pozwalały samolotowi-nosicielowi oddalić się ze strefy rażenia odłamków. W trakcie eksploatacji modyfikowano konstrukcję bomby – zmieniono mocowanie zapalnika z gwintowego na bagnetowe oraz zmieniono konstrukcję obudowy tak, aby wyhamowywała lot w mniejszym stopniu, co skutkowało większym skupieniem trafień celów naziemnych. Bomby zrzucano z wykorzystaniem różnych wersji zasobników AB (Abwurfbehälter) – AB 23 (23 bomby SD-2), AB 24t (24 bomby), AB 250-3 (108 bomb) lub AB 250-2 (144 SD-2). Zasobniki dostosowano do przenoszenia przez m.in.: Focke-Wulf Fw 190, Messerschmitt Bf 109 (96 SD-2), Dornier Do 17 (do 360 SD-2), Junkers Ju 87 (96 SD-2) oraz Junkers Ju 88 (do 360 SD-2).
Ładunek wybuchowy powodował fragmentację korpusu. Odłamki zadawały śmiertelne rany ludziom znajdującym się w promieniu ok. 20 metrów od miejsca eksplozji, rany mogły odnieść osoby będące w odległości 150 m. 
Bomby mogły być wyposażone w jeden z zapalników:
- typ 41 – wyposażony w przełącznik z dwoma ustawieniami. Ustawienie Zeit detonowało bombę w powietrzu ok. 5 sekund po uzbrojeniu. Ustawienie AZ (Aufschlagzünder – uderzenie) detonowało bombę podczas uderzenia o ziemię,
- typ 67 – zapalnik z opóźnieniem czasowym. Czas detonacji można ustawić w zakresie od 5 do 30 minut od uzbrojenia. Ten zapalnik ma również przełącznik wyboru detonacji uderzeniowej,
- typ 70 – wyposażony w nieusuwalny zapalnik zapobiegający przemieszczeniu bomby jeśli zostanie poruszona po zderzeniu z ziemią.

Bomby z zapalnikiem wkręcanym w niemieckiej nomenklaturze oznaczano jako SD-2A, wersja z zapalnikiem mocowanym na bagnet nosiła oznaczenie SD-2B. W jednym zasobniku stosowano bomby wyposażone w różne typy zapalników, dostosowane do aktualnie atakowanego celu. Wykorzystanie zapalników typ 70 zmieniało SD-2 w miny przeciwpiechotne.

## Galeria

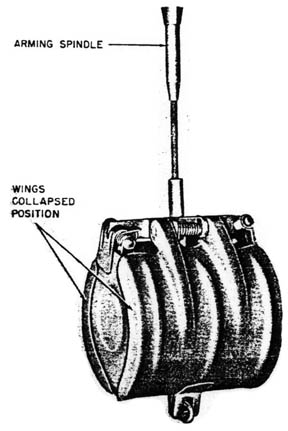
Bomba w pozycji zamkniętej
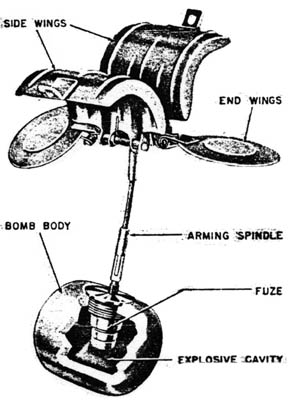
Bomba po zrzucie
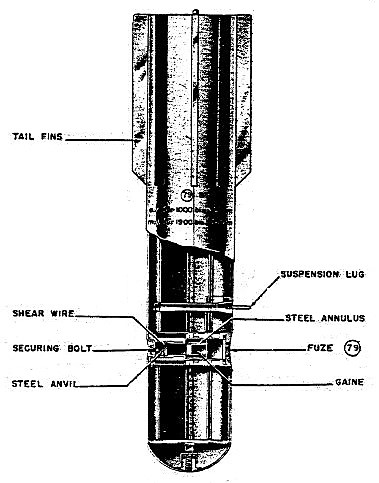
Zasobnik AB 23 mieszczący 23 bomby SD-2
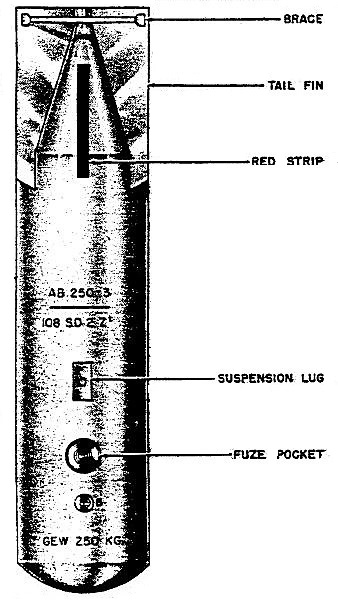
Zasobnik AB 250-3 mieszczący 108 bomb
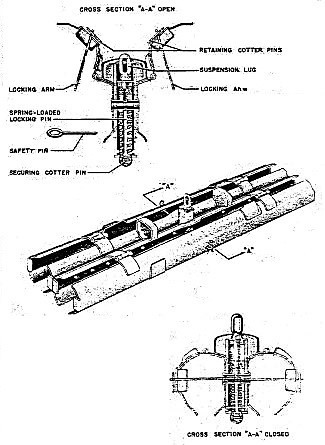
Zasobnik AB 24t na 24 bomby
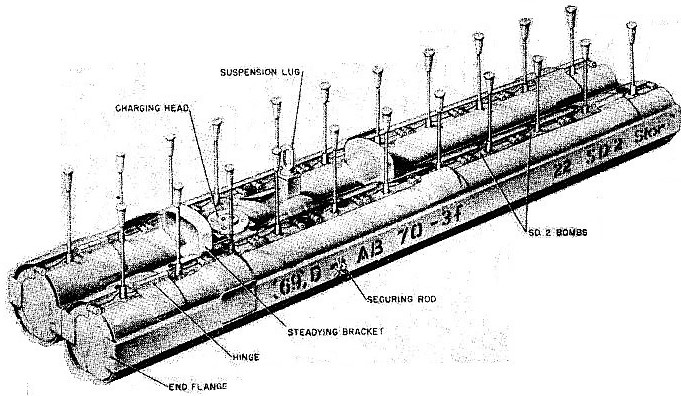
Zasobnik AB 70-3 na 22 bomby
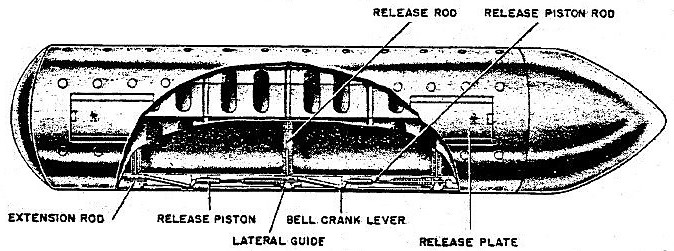
Zasobnik AB 250-1